# Жариков, Дмитрий Вячеславович
Дмитрий Вячеславович Жариков (9 ноября 1975, посёлок Заокский, Тульская область — 10 октября 2023, Подольск, Московская область) — глава города Подольска Московской области с 2022 года.

## Биография
Родился 9 ноября 1975 года в посёлке Заокский, Заокский район, Тульской области. С 1990 года по 1992 год обучался в Московском суворовском военном училище.
В 1997 году закончил прокурорско-следственный факультет Военного университета Министерства обороны Российской Федерации. С 1997 года по 2009 год служил в органах прокуратуры Российской Федерации и Следственного комитета Российской Федерации.
С 2009 года по 2010 год занимал должность начальника правового управления города Подольска. С 2010 года по 2015 год — заместитель главы администрации города Подольска. В мае 2015 года стал исполняющим обязанности главы города Серпухова, с ноября 2015 года по август 2019 год — глава города Серпухова. С января 2020 года — заместитель прокурора Смоленской области.
В 2017 году присвоено почётное звание «Заслуженный юрист Московской области». С 2015 года по 2019 год — секретарь Серпуховского местного отделения Всероссийской политической партии «Единая Россия». В ноябре 2021 года присвоено звание «Почётный работник Прокуратуры Российской Федерации».
Скоропостижно скончался 10 октября 2023 года на 48-м году жизни в собственном доме в городском округе Подольск Московской области от оторвавшегося тромба
Похоронен 12 октября на Лемешовском кладбище.

## Награды
Жариков награждён знаком Губернатора Московской области «За заслуги перед Московской областью» III степени, знаком отличия ГП России «За верность закону» III степени, медалью Минобороны России «За отличие в военной службе» III степени, медалью Минобороны России «За отличие в военной службе» II степени, медалью Минобороны России «За воинскую доблесть» II степени, медалью Минобороны России «200 лет Министерству обороны», медалью МВД России «200 лет МВД России», медалью МВД России «За содействие», знаком ВВ МВД России «За содружество», знаком Губернатора Московской области «За ратную службу», орденом Минобороны России «Гражданская оборона», медалью «За труды в проведении Всероссийской сельскохозяйственной переписи», медалью «За заслуги в проведении Всероссийской переписи населения 2010 года», медалью ГЖИ МО «За активную гражданскую позицию», медалью Минобороны России «Маршал войск связи Пересыпкин», медалью Минобороны России «Князь Александр Львов»; почётным знаком города Подольска «Добро и милосердие», знаком отличия «За заслуги перед городом Подольском» I и II степени, имеет благодарности Президента Российской Федерации, Генерального прокурора Российской Федерации, председателя Следственного комитета при Прокуратуре Российской Федерации.
Имеет также награду Русской Православной Церкви — медаль «За жертвенные труды» I и II степени.